# Challenger Cherbourg-La Manche 2025 - Doppio
Il doppio del torneo di tennis professionistico Challenger Cherbourg-La Manche 2025, facente parte della categoria Challenger 75 nell'ambito dell'ATP Challenger Tour 2025, si è giocato dal 10 al 16 marzo a Cherbourg, in Francia. Tra le coppie partecipanti erano assenti George Goldhoff e James Trotter, i detentori del titolo.
In finale Oleg Prihodko e Vitaliy Sachko hanno sconfitto Lukáš Pokorný e Giorgio Ricca con il punteggio di 6–2, 6–2.

## Teste di serie
1. Romain Arneodo /  Andreas Mies (primo turno)
2. Jakub Paul /  David Pel (semifinale)

1. Dan Added /  Albano Olivetti (semifinale)
2. Vijay Sundar Prashanth /  Szymon Walków (quarti di finale)

## Wildcard
1. Maxence Beaugé /  Lucas Poullain (primo turno)

1. Kenny de Schepper /  Cyril Vandermeersch (primo turno)

## Tabellone

### Legenda
| - Q = Qualificato - WC = Wild card - LL = Lucky loser | - ALT = Alternate - SE = Special Exempt - PR = Protected Ranking | - w/o = Walkover - r = Ritirato - d = Squalificato |

|  | Primo turno | Primo turno                     | Primo turno                     | Primo turno | Primo turno |  |  | Quarti di finale | Quarti di finale               | Quarti di finale               | Quarti di finale   | Quarti di finale   |   |     | Semifinali | Semifinali                   | Semifinali                   | Semifinali                  | Semifinali                  |   |   | Finale | Finale | Finale | Finale | Finale |  |
|  |             |                                 |                                 |             |             |  |  |                  |                                |                                |                    |                    |   |     |            |                              |                              |                             |                             |   |   |        |        |        |        |        |  |
|  | 1           | R Arneodo A Mies                | R Arneodo A Mies                | 4           | 3           |  |  |                  |                                |                                |                    |                    |   |     |            |                              |                              |                             |                             |   |   |        |        |        |        |        |  |
|  |             | C Chidekh L Sanchez             | C Chidekh L Sanchez             | 6           | 6           |  |  |                  | C Chidekh L Sanchez            | C Chidekh L Sanchez            | 3                  | 5                  |   |     |            |                              |                              |                             |                             |   |   |        |        |        |        |        |  |
|  |             | J Barnat F Duda                 | J Barnat F Duda                 | 3           | 4           |  |  |                  | O Prihodko V Sachko            | O Prihodko V Sachko            | 6                  | 7                  |   |     |            |                              |                              |                             |                             |   |   |        |        |        |        |        |  |
|  |             | O Prihodko V Sachko             | O Prihodko V Sachko             | 6           | 6           |  |  |                  |                                |                                |                    |                    |   |     |            | O Prihodko V Sachko          | O Prihodko V Sachko          | 6                           | 6                           |   |   |        |        |        |        |        |  |
|  | 3           | D Added A Olivetti              | D Added A Olivetti              | 6           | 6           |  |  |                  |                                | 3                              | D Added A Olivetti | D Added A Olivetti | 2 | 2   |            |                              |                              |                             |                             |   |   |        |        |        |        |        |  |
|  | WC          | M Beaugé L Poullain             | M Beaugé L Poullain             | 2           | 1           |  |  | 3                | D Added A Olivetti             | D Added A Olivetti             | 7                  | 6                  |   |     |            |                              |                              |                             |                             |   |   |        |        |        |        |        |  |
|  |             | P Henning K Van Wyk             | P Henning K Van Wyk             | 2           | 4           |  |  |                  | P Niklas-Salminen E Ruusuvuori | P Niklas-Salminen E Ruusuvuori | 63                 | 4                  |   |     |            |                              |                              |                             |                             |   |   |        |        |        |        |        |  |
|  |             | P Niklas-Salminen E Ruusuvuori  | P Niklas-Salminen E Ruusuvuori  | 6           | 6           |  |  |                  |                                |                                |                    |                    |   |     |            | Oleg Prihodko Vitaliy Sachko | Oleg Prihodko Vitaliy Sachko | 6                           | 6                           |   |   |        |        |        |        |        |  |
|  |             | L Pokorný G Ricca               | L Pokorný G Ricca               | 7           | 6           |  |  |                  |                                |                                |                    |                    |   |     |            |                              |                              | Lukáš Pokorný Giorgio Ricca | Lukáš Pokorný Giorgio Ricca | 2 | 2 |        |        |        |        |        |  |
|  | WC          | K de Schepper C Vandermeersch   | K de Schepper C Vandermeersch   | 65          | 3           |  |  |                  | L Pokorný G Ricca              | L Pokorný G Ricca              | 6                  | 713                |   |     |            |                              |                              |                             |                             |   |   |        |        |        |        |        |  |
|  |             | V Durasovic L Hellum Lilleengen | V Durasovic L Hellum Lilleengen | 2           | 2           |  |  | 4                | V Prashanth S Walków           | V Prashanth S Walków           | 4                  | 611                |   |     |            |                              |                              |                             |                             |   |   |        |        |        |        |        |  |
|  | 4           | V Prashanth S Walków            | V Prashanth S Walków            | 6           | 6           |  |  |                  |                                |                                |                    |                    |   |     |            | L Pokorný G Ricca            | 5                            | 6                           | [11]                        |   |   |        |        |        |        |        |  |
|  |             | L Hignett J MacKinlay           | 4                               | 6           | [10]        |  |  |                  |                                | 2                              | J Paul D Pel       | 7                  | 4 | [9] |            |                              |                              |                             |                             |   |   |        |        |        |        |        |  |
|  |             | S Duncan M Willis               | 6                               | 1           | [1]         |  |  |                  | L Hignett J MacKinlay          | L Hignett J MacKinlay          | 2                  | 4                  |   |     |            |                              |                              |                             |                             |   |   |        |        |        |        |        |  |
|  |             | J Herasimaŭ Y Shimizu           | J Herasimaŭ Y Shimizu           | 1           | 2           |  |  | 2                | J Paul D Pel                   | J Paul D Pel                   | 6                  | 6                  |   |     |            |                              |                              |                             |                             |   |   |        |        |        |        |        |  |
|  | 2           | J Paul D Pel                    | J Paul D Pel                    | 6           | 6           |  |  |                  |                                |                                |                    |                    |   |     |            |                              |                              |                             |                             |   |   |        |        |        |        |        |  |